# Юрі Берчіче
Юрі Берчіче Ісета (ісп. Yuri Berchiche Izeta; нар. 10 лютого 1990, Сарауц) — іспанський футболіст, лівий захисник клубу Ла-Ліги «Атлетік Більбао».

## Клубна кар'єра
Берчіче народився в Басконії, у місті Сарауц, і почав свою кар'єру в академії клубу «Реал Сосьєдад», але в 16 років перейшов у табір «Атлетік Більбао». 8 червня 2007 року «Атлетік» домовився з «Тоттенгемом» про перехід гравця, і Берчіче продовжував свою футбольну освіту в Англії. Під час молодіжного турніру в Бельгії його визнали гравцем турніру», а «Шпори» виграли турнір, обігравши «Андерлехт» з рахунком 4:0 у фіналі.
26 березня 2009 року Берчіче приєднався до клубу «Челтнем Таун» за договором оренди на один місяць. Через два дні він дебютував у Лізі 1 у матчі проти «Волсолла» (1:1).
У квітні 2009 року Берчіче зробив грубий фол проти гравця «Сканторп Юнайтед» Генрі Ленсбері (в оренді з «Арсеналу»). Хоча його й не вилучили з поля, тренер «Челтнема» Мартін Аллен відразу ж сам прибрав його з поля. Пізніше з'ясувалося, що Ленсбері відбувся лише забоєм.
У липні 2009 року Берчіче повернувся до Іспанії й приєднався до «Вальядоліда» на правах оренди. Травма основного лівого захисника клубу Альберто Маркоса дозволила Берчіче вийти в основі у матчі-відкритті сезону проти «Альмерії» (0:0). Однак цей матч залишився єдиним для гравця за основну команду «Вальядоліда», а сам клуб покинув Прімеру.
Влітку 2010 року «Тоттенгем» відпустив 20-річного Берчіче і той підписав дворічний контракт з «Реал Уніон», клубом Сегунди Б. 29 червня 2012 року, відігравши за клуб два повних сезони, він повернувся до «Реал Сосьєдад», який відразу ж позичив його команді Сегунди «Ейбар».
На початку 2014 року Берчіче продовжив контракт з сан-себастьянцями до 2016 року. У червні гравець допоміг «Ейбару» вперше в історії вийти до Прімери.
У серпні 2014 року він повернувся до основної команди «Реал Сосьєдада»
7 липня 2017 року «Парі Сен-Жермен» оголосив про трансфер захисника. Контракт з 27-річним футболістом розрахований до 30 червня 2021 року.

## Міжнародна кар'єра
Берчіче виступав за збірну Іспанії до 17 років і збірну Країни Басків.

## Статистика виступів

### За клуб
Станом на 19 липня 2020
| Клуб                  | Сезон              | Ліга                  | Ліга | Ліга | Національний кубок | Національний кубок | Європа | Європа | Інші | Інші | Загалом | Загалом |
| Клуб                  | Сезон              | Дивізіон              | Ігри | Голи | Ігри               | Голи               | Ігри   | Голи   | Ігри | Голи | Ігри    | Голи    |
| --------------------- | ------------------ | --------------------- | ---- | ---- | ------------------ | ------------------ | ------ | ------ | ---- | ---- | ------- | ------- |
| Тоттенгем Готспур     | 2008–09            | Прем'єр-ліга (Англія) | 0    | 0    | 0                  | 0                  | 0      | 0      | 0    | 0    | 0       | 0       |
| Тоттенгем Готспур     | 2009–10            | Прем'єр-ліга          | 0    | 0    | 0                  | 0                  | 0      | 0      | 0    | 0    | 0       | 0       |
| Челтнем Таун (оренда) | 2008–09            | Перша ліга            | 7    | 0    | 0                  | 0                  | —      | —      | 0    | 0    | 7       | 0       |
| Вальядолід (оренда)   | 2009–2010          | Ла-Ліга               | 1    | 0    | 2                  | 0                  | —      | —      | —    | —    | 3       | 0       |
| Вальядолід Б (оренда) | 2009–10            | Терсера Дивізіон      | 25   | 0    | —                  | —                  | —      | —      | —    | —    | 25      | 0       |
| Реал Уніон            | 2010–11            | Сегунда Дивізіон Б    | 14   | 1    | 1                  | 0                  | —      | —      | 2    | 0    | 17      | 1       |
| Реал Уніон            | 2011–12            | Сегунда Дивізіон Б    | 31   | 0    | 0                  | 0                  | —      | —      | —    | —    | 31      | 0       |
| Реал Уніон            | Загалом            | Загалом               | 45   | 1    | 1                  | 0                  | 0      | 0      | 2    | 0    | 48      | 1       |
| Реал Сосьєдад         | 2012–13            | Ла-Ліга               | 0    | 0    | 0                  | 0                  | 0      | 0      | —    | —    | 0       | 0       |
| Реал Сосьєдад         | 2013–14            | Ла-Ліга               | 0    | 0    | 0                  | 0                  | 0      | 0      | —    | —    | 0       | 0       |
| Реал Сосьєдад         | 2014–15            | Ла-Ліга               | 21   | 0    | 4                  | 0                  | 0      | 0      | —    | —    | 25      | 0       |
| Реал Сосьєдад         | 2015–16            | Ла-Ліга               | 21   | 0    | 1                  | 0                  | —      | —      | —    | —    | 22      | 0       |
| Реал Сосьєдад         | 2016–17            | Ла-Ліга               | 35   | 3    | 6                  | 0                  | —      | —      | —    | —    | 41      | 3       |
| Реал Сосьєдад         | Загалом            | Загалом               | 77   | 3    | 11                 | 0                  | 0      | 0      | 0    | 0    | 88      | 3       |
| Ейбар (оренда)        | 2012–13            | Сегунда Дивізіон Б    | 30   | 4    | 3                  | 0                  | —      | —      | 6    | 0    | 39      | 4       |
| Ейбар (оренда)        | 2013–14            | Сегунда Дивізіон      | 37   | 3    | 1                  | 0                  | —      | —      | —    | —    | 38      | 3       |
| Ейбар (оренда)        | Загалом            | Загалом               | 67   | 7    | 4                  | 0                  | —      | —      | 6    | 0    | 77      | 7       |
| Парі Сен-Жермен       | 2017–18            | Ліга 1                | 22   | 2    | 5                  | 0                  | 2      | 0      | 3    | 0    | 32      | 2       |
| Атлетік (Більбао)     | 2018–19            | Ла-Ліга               | 35   | 2    | 2                  | 0                  | —      | —      | —    | —    | 37      | 2       |
| Атлетік (Більбао)     | 2019–20            | Ла-Ліга               | 33   | 2    | 6                  | 4                  | —      | —      | —    | —    | 39      | 6       |
| Атлетік (Більбао)     | Загалом            | Загалом               | 68   | 4    | 8                  | 4                  | —      | —      | —    | —    | 76      | 8       |
| Загалом за кар'єру    | Загалом за кар'єру | Загалом за кар'єру    | 314  | 17   | 31                 | 4                  | 2      | 0      | 11   | 0    | 356     | 21      |

1. ↑  Плей-оф Сегунда Дивізіон Б 2011
2. ↑  Плей-оф Сегунда Дивізіон Б 2013
3. ↑  ліга чемпіонів УЄФА 2017—2018
4. ↑  кубок французької ліги з футболу 2017—2018

## Досягнення
«Парі Сен-Жермен»
- Чемпіон Франції: 2017/18
- Володар Кубка Франції: 2017/18
- Володар Кубка французької ліги: 2017/18

«Атлетік»
- Володар Суперкубка Іспанії : 2020
- Володар Кубка Іспанії: 2023/24